# One Man (Джонстон)
One Man (укр. Один чоловік) — музичний твір Бена Джонстона, написаний 1967 року.
Музичний твір «One Man» був написаний американським композитором Беном Джонстоном на замовлення тромбоніста Стюарта Демпстера. Демпстер брав участь у Фестивалі сучасних мистецтв в Іллінойсі 1967 року та привернув увагу Джонстона (який очолював цей фестиваль на початку шістдесятих років) завдяки виконанню експериментальних композицій та співпраці із відомими композиторами, такими як Джон Кейдж, Лучано Беріо або Пауліна Оліверос.
При створенні «One Man» Джонстон вперше використовував техніку композиції, запозичену у Джона Кейджа, що покладалася на китайський окультний трактат «Книга змін». За допомогою підкидання монети Джонстон обрав три гексаграми з «Книги змін», по одній для кожної частини майбутнього твору; ними стали № 29 (䷜, «Безодня»), № 52 (䷳, «Зосередженість») та № 51 (䷲, «Збудження»). Кожна з гексаграм складалася з двох однакових триграм, а ті — з символів їнь та ян, що означали жінку та чоловіка. Виявилося, що кожна з трьох випадково обраних триграм мала по одному символу ян, іншими словами, «одного чоловіка», через що твір отримав свою назву.

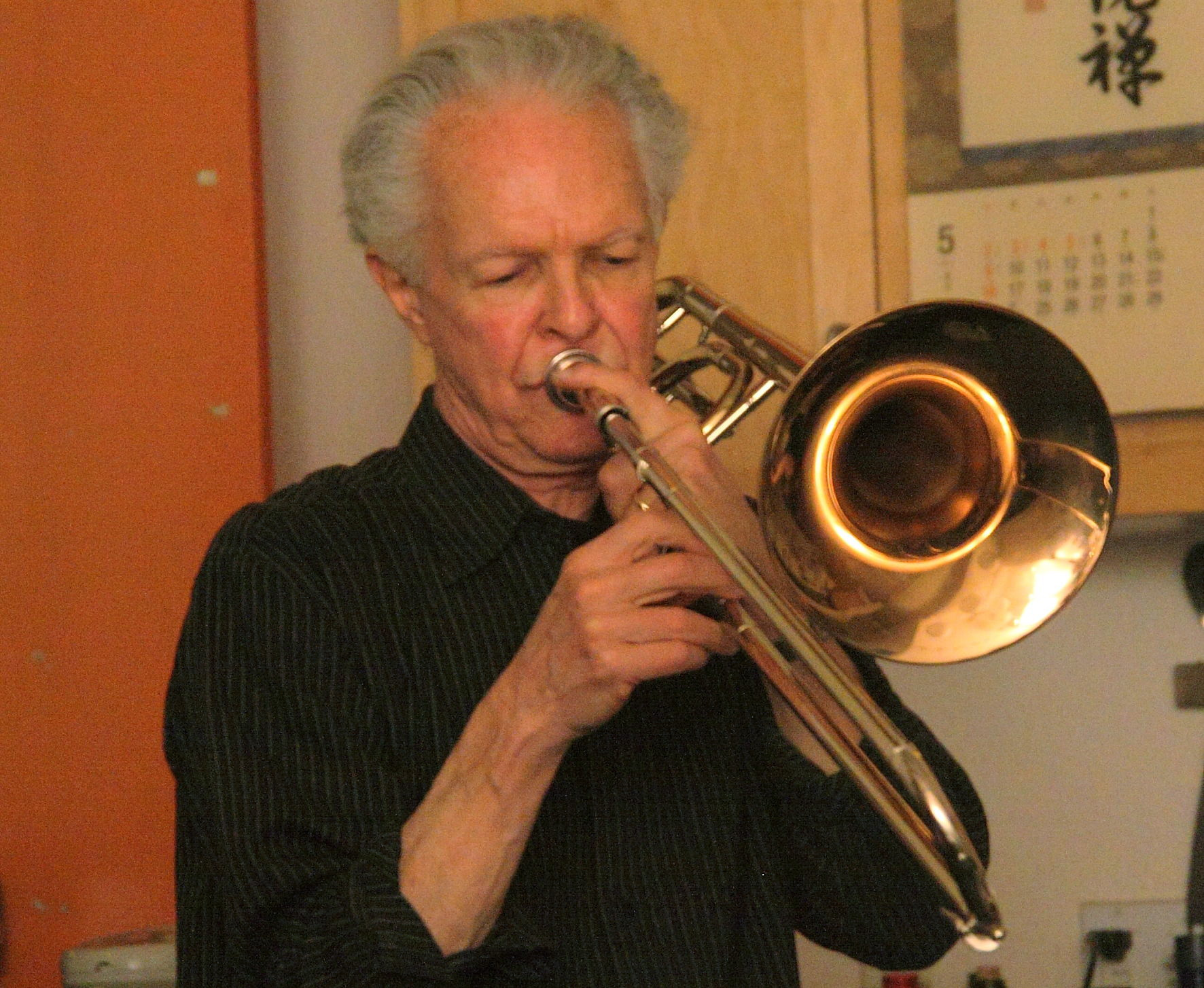
Стюарт Демпстер (2010 рік)

Іншим важливим музичним аспектом твору було перше використання Беном Джонстоном сьомого обертону. Ще на початку шістдесятих років композитор відмовився від рівномірно-темперованого строю на користь чистого строю, тобто настроювання інтервалів на слух. Раніше він будував звукоряди, що містили інтервали, співвідношення звуків в яких визначалося за допомогою простих чисел 2, 3 та 5, що відповідало другому, третьому та п'ятому обертону. Проте тромбон дозволяв легко відтворювати сьомий обертон; в композиціях з рівномірно-темперованим строєм його уникали, але Джонстон, навпаки, вирішив використати цю особливість музичного інструменту. Композиція «One Man» вперше у його творчості містила інтервали зі співвідношенням висот звуків 7/6 (септимальна мала терція), 9/7 (мала терція) та 8/7 (велика секунда). Для позначення сьомого обертону використовувалися символи 7 та 7, які змінювали висоту звучання на 49 центів (приблизно чверть тону).

Якщо раніше для визначення нот звукоряду Бен Джонстон використовував двовимірні «решітки», співвідношення висот звуків у яких визначалося дробами із простими числами 2, 3 та 5, то додання сьомого обертону потребувало б створення тривимірною решітки, заснованої на числах 2, 3, 5 та 7. Щоб спростити діаграми та зробити їх двовимірними, Джонстон побудував дві різні решітки, не використовуючи одне з двох простих чисел 3 або 5. Перша та третя частини твору — «Cross» (укр. Хрест) та «Arousal» (укр. Збудження) — створені за допомогою решітки «2, 3, 7» і не містять чистої великої терції, бо її інтервал має в собі «п'ятірку» — 5/4. Друга частина — «Keeping Still» (укр. Зосередженість) — побудована на решітці «2, 5, 7» і не містить чистої квінти, інтервалу із «трійкою» — 3/2.
One Man у виконанні А. Х. Маріна

Фестиваль Attacca, Базель, 2019 рік.
1. One Man: Cross на YouTube
2. One Man: Keeping Still на YouTube
3. One Man: Arousing на YouTube

Ще одною особливістю «One Man» було використання театральних елементів. Згідно з задумом Джонстона, до різних частин тіла виконавця — пальців, ніг та голови — було прив'язано перкусійні інструменти, як-то цимбали або бубон; на інших інструментах — бас-барабані, том-томі та тарілках — він мав грати руками та ногами. Ноти композиції містили пояснення щодо хореографії твору, тому виконавець мав грати на тромбоні та перкусії, і одночасно танцювати, перетворившись на «людину-оркестр» (англ. one-man band) — ще одне відсилання до назви твору.
Поєднання різних аспектів композиції — чистий стрій, використання сьомого обертону, гра на інших інструментах та танець — робила «One Man» майже неможливим для виконання. За оцінкою Стюарта Демпстера, для якого було написано твір, музикант мав витратити близько 200 годин, щоб підготуватися до його відтворення. Прем'єра композиція відбулася лише за чотири роки після написання: Стюарт Демпстер зіграв її 1 травня 1971 в Університеті Іллінойсу. Слідом за Демпстером, «One Man» виконували й інші тромбоністи, серед яких Джим Стейлі, Джеймс Фулкерсон та Бенні Случін.
Ноти «One Man» вийшли 1972 року у видавництві Media Press. Рецензія на твір була опублікована 1978 року в статті Г. Дж. Басса «Trombone Theatre Pieces» в журналі Міжнародної асоціації тромбоністів. Стюарт Демпстер описав техніки, які використовувалися в «One Man», у своїй книзі The Modern Trombone: A Definition of Its Idioms (1979). Музикознавчий аналіз твору також увійшов до монографії Хайді фон Гунден The Music of Ben Johnston (1986).